# 弗拉翁
弗拉翁（義大利語：Flavon），曾是意大利特伦托自治省的一个市镇。总面积7平方公里，人口550人，人口密度78.6人/平方公里（2009年）。ISTAT代码为022086。
2016年1月1日，库内沃、弗拉翁和泰雷斯三个市镇合并为新的孔塔市镇。